# Liste der denkmalgeschützten Objekte in Krakovany (Slowakei)
Die Liste der denkmalgeschützten Objekte in Krakovany enthält die 15 nach slowakischen Denkmalschutzvorschriften geschützten Objekte in der Gemeinde Krakovany im Okres Piešťany.

## Denkmäler
| Foto |                 | Denkmal / č. ÚZPF                               | Standort / Konskr. Nr.                  | Offizielle Beschreibung               | Beschreibung                            | Metadaten                                                              |
| ---- | --------------- | ----------------------------------------------- | --------------------------------------- | ------------------------------------- | --------------------------------------- | ---------------------------------------------------------------------- |
|      | Datei hochladen | Figurengruppe auf Säule(sk) ObjektID: 204-912/0 | KG: Krakovany Konskr.Nr.:               | sv.Rodina;                            | Heilige Familie                         | č. NKP: 204-912/0 Stand des NKP: 2012-02-08 Name: SÚSOŠIE NA STĹPE     |
|      | Datei hochladen | Statue auf Säule(sk) ObjektID: 204-914/0        | KG: Krakovany Konskr.Nr.:               | Panna Mária s dieťaťom;Madona         | Madonna mit Kind                        | č. NKP: 204-914/0 Stand des NKP: 2012-02-08 Name: SOCHA NA STĹPE       |
| BW   | Datei hochladen | Kirche(sk) ObjektID: 204-909/1                  | Standort KG: Krakovany Konskr.Nr.:      | r.k.sv.Mikuláša;                      | römisch-katholische Kirche St. Nikolaus | č. NKP: 204-909/1 Stand des NKP: 2012-02-08 Name: KOSTOL               |
|      | Datei hochladen | Statue(sk) ObjektID: 204-909/2                  | KG: Krakovany Konskr.Nr.:               | sv.Ján Nepomucký;                     | St. Johannes Nepomuk                    | č. NKP: 204-909/2 Stand des NKP: 2012-02-08 Name: SOCHA                |
|      | Datei hochladen | Statue(sk) ObjektID: 204-909/3                  | KG: Krakovany Konskr.Nr.:               | sv.Florián;                           | hl. Florian                             | č. NKP: 204-909/3 Stand des NKP: 2012-02-08 Name: SOCHA                |
|      | Datei hochladen | Figurengruppe auf Säule(sk) ObjektID: 204-909/4 | KG: Krakovany Konskr.Nr.:               | sv.Trojica;Trojičný stĺp              | Heilige Dreifaltigkeit                  | č. NKP: 204-909/4 Stand des NKP: 2012-02-08 Name: SÚSOŠIE NA STĹPE     |
|      | Datei hochladen | Park(sk) ObjektID: 204-909/5                    | KG: Krakovany Konskr.Nr.:               |                                       |                                         | č. NKP: 204-909/5 Stand des NKP: 2012-02-08 Name: PARK                 |
|      | Datei hochladen | Statue auf Säule(sk) ObjektID: 204-918/0        | KG: Stráže Konskr.Nr.:                  | Panna Mária-Immaculata;Mariánsky stĺp | Unbefleckte Jungfrau Maria              | č. NKP: 204-918/0 Stand des NKP: 2012-02-08 Name: SOCHA NA STĹPE       |
|      | Datei hochladen | Landsitz(sk) ObjektID: 204-915/0                | 204 KG: Stráže Konskr.Nr.: 204          | Bývalá sladovňa                       | Ehemalige Mälzerei                      | č. NKP: 204-915/0 Stand des NKP: 2012-02-08 Name: KÚRIA                |
|      | Datei hochladen | Wassermühle(sk) ObjektID: 204-2344/0            | KG: Stráže Konskr.Nr.: 325              |                                       |                                         | č. NKP: 204-2344/0 Stand des NKP: 2012-02-08 Name: MLYN VODNÝ          |
| ja   | Datei hochladen | Kirche(sk) ObjektID: 204-917/1                  | 407 Standort KG: Stráže Konskr.Nr.: 407 | r.k.sv.Gála;                          | römisch-katholische Kirche St. Gallus   | č. NKP: 204-917/1 Stand des NKP: 2012-02-08 Name: KOSTOL               |
|      | Datei hochladen | Burgmauer(sk) ObjektID: 204-917/2               | KG: Stráže Konskr.Nr.:                  | kameň,tehla;opevnenie,hradba          |                                         | č. NKP: 204-917/2 Stand des NKP: 2012-02-08 Name: MÚR HRADBOVÝ         |
| ja   | Datei hochladen | vorkirchlicher Friedhof(sk) ObjektID: 204-917/3 | KG: Stráže Konskr.Nr.:                  | neskúmané;príkostolný cintorín        | nicht untersucht                        | č. NKP: 204-917/3 Stand des NKP: 2012-02-08 Name: CINTORÍN PRÍKOSTOLNÝ |
|      | Datei hochladen | Grabstein(sk) ObjektID: 204-917/4               | KG: Stráže Konskr.Nr.:                  | kameň;                                |                                         | č. NKP: 204-917/4 Stand des NKP: 2012-02-08 Name: NÁHROBNÍK            |
|      | Datei hochladen | Grabstein(sk) ObjektID: 204-917/5               | KG: Stráže Konskr.Nr.:                  | kameň;                                |                                         | č. NKP: 204-917/5 Stand des NKP: 2012-02-08 Name: NÁHROBNÍK            |

## Legende
Die Tabelle enthält im Einzelnen folgende Informationen:
| Foto:                    | Fotografie des Denkmals. |
| Denkmal / č. ÚZPF:       | Die Übersetzung der Bezeichnung des Denkmals, wie sie vom Slowakischen Denkmalamt (Pamiatkový úrad Slovenskej republiky) verwendet wird. Die Originalbezeichnung ist unter dem Fragezeichen angegeben. Fehlt die Übersetzung, so wird die Originalbezeichnung direkt angezeigt. Weiters ist die Objekt-Identifikationsnummer (Objekt ID) angeführt. Sie ist die offizielle, in der Slowakei eindeutige Nummer č. ÚZPF inklusive der zugehörigen Zählnummer, wie sie in den Daten des Denkmalamtes angegeben wird. Da diese nur innerhalb eines Landkreises gezählt wird, ist dessen Nummer der Denkmalnummer vorangestellt. |
| Standort:                | Wenn in der Liste vorhanden, ist die Adresse angegeben. In Klammern kann sich noch eine zusätzliche Adresse befinden, wenn es beispielsweise ein Eckhaus ist. Bei freistehenden Objekten ohne Adresse (zum Beispiel bei Bildstöcken) ist eine Adresse angegeben, die in der Nähe des Objekts liegt. Durch Aufruf des Links Standort wird die Lage des Denkmals in verschiedenen Kartenprojekten angezeigt. Darunter sind die Katastralgemeinde (KG) und, wenn vorhanden, die Konskriptionsnummer (Konskr. Nr.) angegeben.                                                                                                   |
| Offizielle Beschreibung: | Es ist die Kurzbeschreibung auf Slowakisch, wie sie in den offiziellen Listen angegeben ist, eingetragen. |
| Beschreibung:            | Kurze Angaben zum Denkmal auf Deutsch. |
| Metadaten:               | Zusätzlich werden, wenn in den persönlichen Einstellungen das Helferlein Dauerhaftes Einblenden von Metadaten aktiviert ist, ebensolche angezeigt. |

- Karte mit allen Koordinaten:
- OSM |
- WikiMap